# Економіка Бельгії
Бельгія — високорозвинена індустріальна країна, член Європейського союзу.

## Загальна характеристика

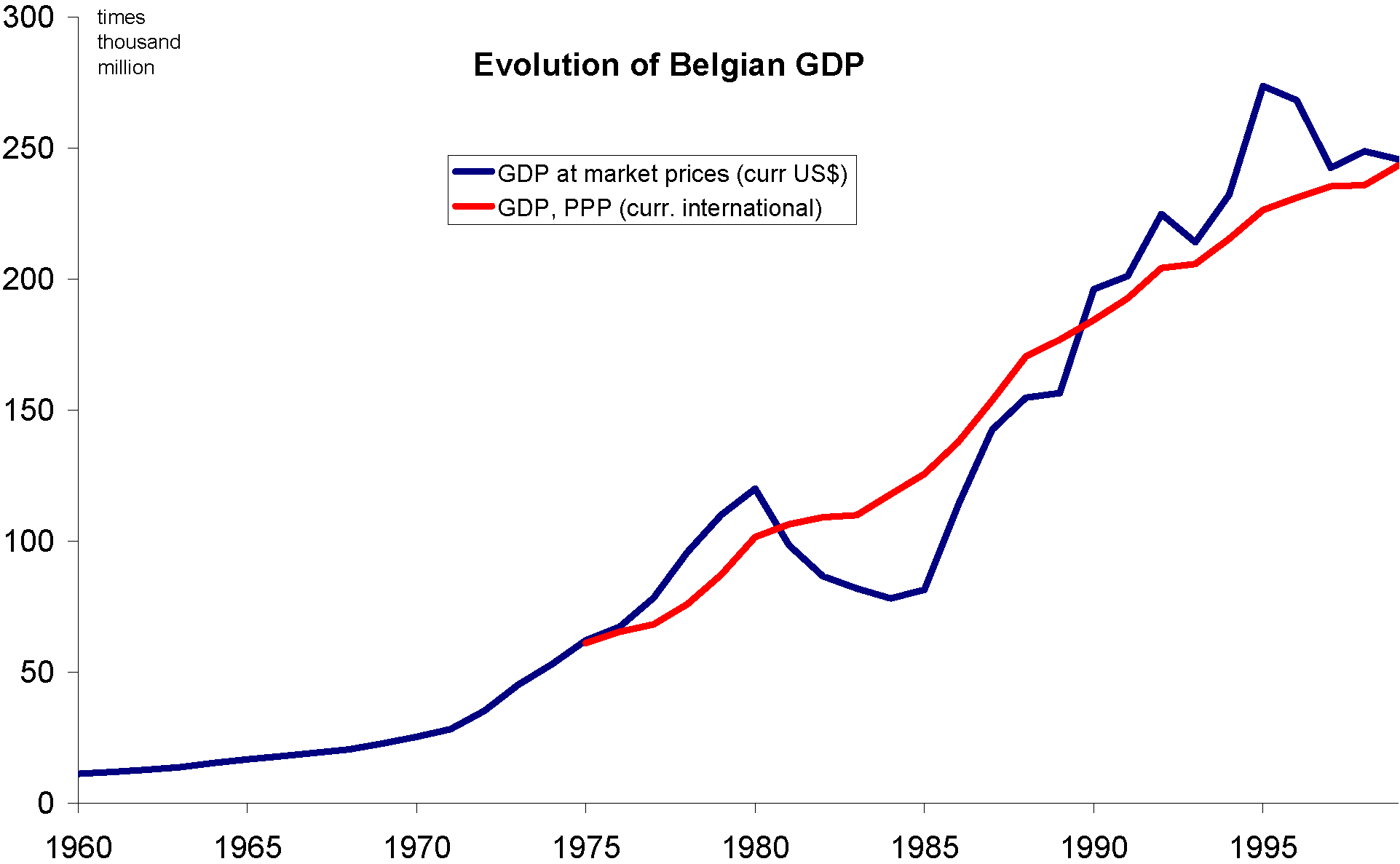
Еволюція бельгійського ВВП

Основні галузі економіки: інжиніринг і металургія, моторобудівна, харчова, хімічна, текстильна, вугільна та нафтова, скляна. Розвинуті основні види сучасного транспорту — залізничний, автомобільний, морський. Головний морський порт — Антверпен. Між Брюсселем й іншими містами країни налагоджене регулярне вертолітне сполучення.
ВВП — $ 293,8 млрд. Темп зростання ВВП — 3 %. ВВП на душу населення — $ 28 790. Прямі іноземні інвестиції — $ 2,3 млрд. Імпорт (продукція машинобудування, хімічної промисловості, транспортне обладнання і паливо) — $ 173 млрд (г.ч. Німеччина — 18,0 %; Нідерланди — 16,7 %; Франція — 13,5 %; Велика Британія — 8,6 %; США — 7,9 %). Експорт (на 5/6 — продукція обробної промисловості) — $ 183 млрд (г.ч. Німеччина — 19,0 %; Франція — 17,7 %; Нідерланди — 12,5 %; Велика Британія — 9,8 %; Італія — 5,5 %).
ВВП Бельгії в 1996 оцінювався в 222 млрд дол., або 21 856 дол. на душу населення (для порівняння в Нідерландах — 20 905 дол., у Франції — 20 533, в США — 27 821). Темпи зростання ВВП в 1991—1996 склали в середньому 1,2 % на рік. На особисте споживання в 1995 було витрачено 62 % ВВП, тоді як державні витрати становили 15 %, а 18 % були інвестовані в основні фонди. Структура ВВП: сільське господарство — менше 2 % ВВП, промисловість — 28 %, а сфера послуг — майже 70 %. Ці показники відповідають сучасним європейським стандартам.

## Промисловість

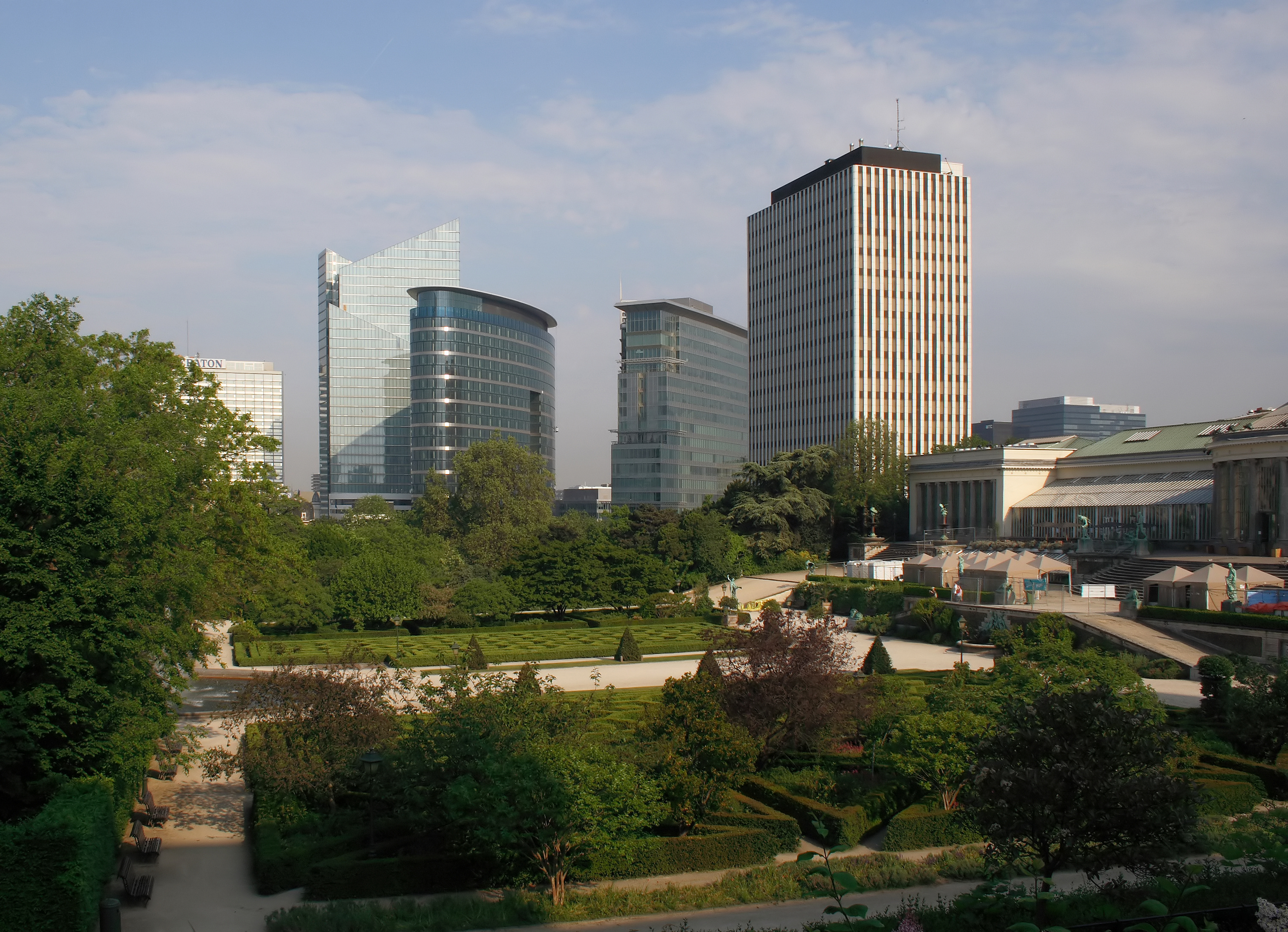
Фінансовий центр у Брюсселі

Промисловому розвитку Бельгії сприяла наявність інвестиційних фондів. Вони нагромаджувалися протягом багатьох десятиріч завдяки тривалому процвітанню промисловості й міжнародної торгівлі. Шість банків і трестів контролюють в цей час більшу частина бельгійської промисловості. «Сосьєте женераль де Бельжік» має прямий або непрямий контроль приблизно над 1/3 підприємств, особливо через свої банки, холдингові компанії з виробництва сталі, кольорових металів і електроенергії. Група «Сольвей» управляє діяльністю більшості хімічних заводів; «Бруфіна-Конфініндус» володіє концернами, що виробляють електроенергію і сталь (в минулому — і вугледобувними); «Емпен» володіє заводами, що випускають енергоустаткування; група «Копе» має свої інтереси в сталеливарній промисловості; а «Бенк Брюссель Ламбер» володіє нафтовими компаніями.
Наприкінці 1990-х років у промисловості було сконцентровано близько 28 % зайнятих працівників і створювалося майже 31 % ВВП. Дві третини випуску промислової продукції давала обробна промисловість, більша частина якої припадала на частку будівництва і комунальних підприємств. Протягом 1990-х років продовжувався процес закриття металургійних підприємств, автоскладальних заводів і текстильних фабрик. Серед галузей обробної промисловості обсяг виробництва збільшували тільки хімічна, скляна і нафтопереробна.
Бельгія має в своєму розпорядженні три головні галузі важкої промисловості: металургійної (виробництво сталі, кольорових металів і важких верстатів), хімічної і цементної. За період 1974—1991 число зайнятих у всіх базових і металургійних підприємствах скоротилося на 1/3 — до 312 тис. робочих місць. Бельгія має в своєму розпорядженні добре розвинену кольорову металургію. Спочатку ця галузь промисловості використала цинкову руду з родовища Тореснет, але тепер цинкову руду імпортують. У середині 1990-х років Бельгія була найбільшим в Європі і 4-м у світі виробником цинку. Бельгійські цинкові заводи розташовані поблизу Льєжа і в Баден-Везеле в Кампіне. Крім того, в Бельгії виробляють мідь, кобальт, кадмій, олово, свинець.
Забезпеченість сталлю і кольоровими металами стимулювала розвиток важкого машинобудування, особливо в Льєжі, Антверпені і Брюсселі. Виробляються верстати, залізничні вагони, тепловози, насоси і спеціалізовані машини для цукрової, хімічної, текстильної і цементної промисловостей. Виключаючи великі військові заводи, зосереджені в Ерсталі і Льєжі, заводи з виробництва важких верстатів відносно невеликі. У Антверпені знаходиться корабельня, яка випускає судна міжнародного класу. У Бельгії розміщені іноземні автоскладальні заводи, чому сприяє низьке мито на імпорт деталей автомобілів та наявність висококваліфікованих робочих кадрів. 1995 року було зібрано 1171,9 тис. легкових автомобілів і 90,4 тис. вантажних, що разом становило близько 10 % обсягу європейського виробництва.
Друга за значенням галузь промисловості країни — хімічна — почала розвиватися у ХХ ст. Її зростання стимулювалося наявністю вугілля, яке використовувалося в енергетиці, виробництві бензолу і смоли. До початку 1950-х років Бельгія виробляла головним чином основні види хімічної продукції — сірчану кислоту, аміак, азотні добрива і каустичну соду. Більшість заводів розміщуються в промислових районах Антверпена і Льєжа. До Другої світової війни переробка сирої нафти і нафтохімічна промисловість були слабко розвинені. Однак після 1951 в порту Антверпена були побудовані нафтосховища, а «Петрофіна», головний бельгійський дистриб'ютор нафтопродуктів, а також іноземні нафтові компанії інвестували великі кошти в спорудження нафтопереробного комплексу в Антверпені. У нафтохімічній промисловості значне місце зайняло виробництво пластмас.
Менш розвинена легка промисловість, хоч існують декілька значних виробництв в тому числі текстильні, харчові, електронні і інш. Біотехнологічні і космічні фірми сконцентровані в основному в «коридорі» Брюссель-Антверпен. Бельгія є великим виробником бавовняних, шерстяних і лляних тканин. Істотне місце в економіці країни займає переробка сільськогосподарської продукції. Особливо виділяються виробництво цукру, пивоваріння і виноробство. Імпортною сировиною забезпечуються заводи, що виробляють какао, каву, цукор, консервовані маслини і інш.

## Сільське господарство
Близько 1/4 загальної площі території Бельгії використовується під сільськогосподарські потреби. Наприкінці 1990-х років в сільському господарстві, а також в лісовому господарстві і сфері риболовецького промислу було зайнято 2,5 % всіх працюючих в країні. Сільське господарство покривало 4/5 потреб Бельгії в продовольстві і сільськогосподарській сировині. Широко використовуються сучасна сільськогосподарська техніка і хімічні добрива. Врожайність сільськогосподарських культур загалом висока, з одного гектара збирають бл. 6 т пшениці і до 59 т цукрового буряка. З загального обсягу зернових близько 4/5 припадає на пшеницю, 1/5 — на ячмінь. Інші важливі культури — цукровий буряк (щорічний збір до 6,4 млн т) і картоплю. Майже половина сільськогосподарських земель відведена під пасовища для худоби, а тваринництво дає 70 % всієї сільськогосподарської продукції. У 1997 нараховувалося бл. 3 млн голів великої рогатої худоби, включаючи 600 тис. корів, і бл. 7 млн голів свиней.

## Енергетика
Протягом багатьох десятиріч вугілля забезпечувало промисловий розвиток Бельгії. У 1960-ті роки головним енергоносієм стала нафта. Енергетичні потреби Бельгії в 1995 склали в еквіваленті 69,4 млн т вугілля, причому тільки 15,8 млн т було покрито за рахунок власних ресурсів. 35 % енергоспоживання припадало на нафту, половина якої імпортувалася з країн Близького Сходу. У структурі енергобалансу країни вугілля становило 18 % (98 % — імпортного, головним чином з США і ПАР). Природний газ (переважно з Алжиру і Нідерландів) забезпечував 24 % енергетичних потреб країни, а енергія, отримана від інших джерел, — ще 23 %. Встановлена потужність всіх електростанцій в 1994 становила 13,6 млн кВт. У країні діють 7 АЕС, чотири з них — в Дулі поблизу Антверпена. Спорудження восьмої станції в 1988 було припинене з міркувань екологічної безпеки і в зв'язку з падінням світових цін на нафту.
Біля узбережжя бельгійського міста Остенде добудували найбільшу вітрову електростанцію у Північному морі.

## Азартні ігри в Бельгії
Азартні ігри в Бельгії є законними і чітко регламентованими державою. Інтернет-казино в Бельгії є законними з 2011 року, коли більшість інших європейських країн, фактично забороняли всі види азартних ігор в інтернеті. Того року було прийнято Закон про ігри, який офіційно легалізував онлайнові ігри для тих закладів, які отримали відповідну ліцензію уряду.

## Компанії
- Diamant Boart Group